# Kara Mustafa Pascià
Pascià Kara Mustafa (in turco ottomano: مرزيفونلى قره مصطفى پاشا, in turco Merzifonlu Kara Mustafa Paşa, lett. "Mustafa Pascià il coraggioso di Merzifon"; Merzifon, 1634/1635 – Belgrado, 25 dicembre 1683) è stato un militare e politico ottomano, gran visir dell'Impero ottomano nel periodo in cui l'Impero di Istanbul tentava per un'ultima volta di espandersi nelle regioni dell'Europa orientale.

## Biografia
Secondo fonti turche, Kara Mustafa nacque nell'anno 1044 E. (corrispondente al 1634 o 1635 d.C.).
Il suo nome, Merzifonlu, ci dice che aveva visto la luce nella città (o nelle sue immediate vicinanze) di Merzifon, in Turchia. Era figlio di Uruc Hasan Bey, un timariota (proprietario di un feudo) turco, e intraprese la sua carriera all'interno della struttura militare e governativa ottomana.
Nelle fonti coeve cristiane, Mustafa è universalmente descritto come avido e malvagio. 
Fu adottato dalla potente famiglia dei Köprülü fin dalla sua giovane età e servì come messaggero a Damasco per suo cognato, il gran vizir Fazıl Ahmed Köprülü. Dopo essersi messo in luce, Mustafa divenne a sua volta un vizir e dal 1663, comandante della Grande Flotta ottomana del mar Egeo, e infine sposò una sorella di Fazil Ahmed. 
Servì come comandante delle truppe terrestri in un conflitto contro la Polonia nel 1672, in cui negoziò un trattato di pace che consentì al suo Sultano di aggiungere la provincia della Podolia all'Impero. La vittoria consentì agli Ottomani di trasformare le regioni cosacche del sud dell'Ucraina in un protettorato. Nel 1676, quando il gran vizir morì, Mustafa gli succedette.

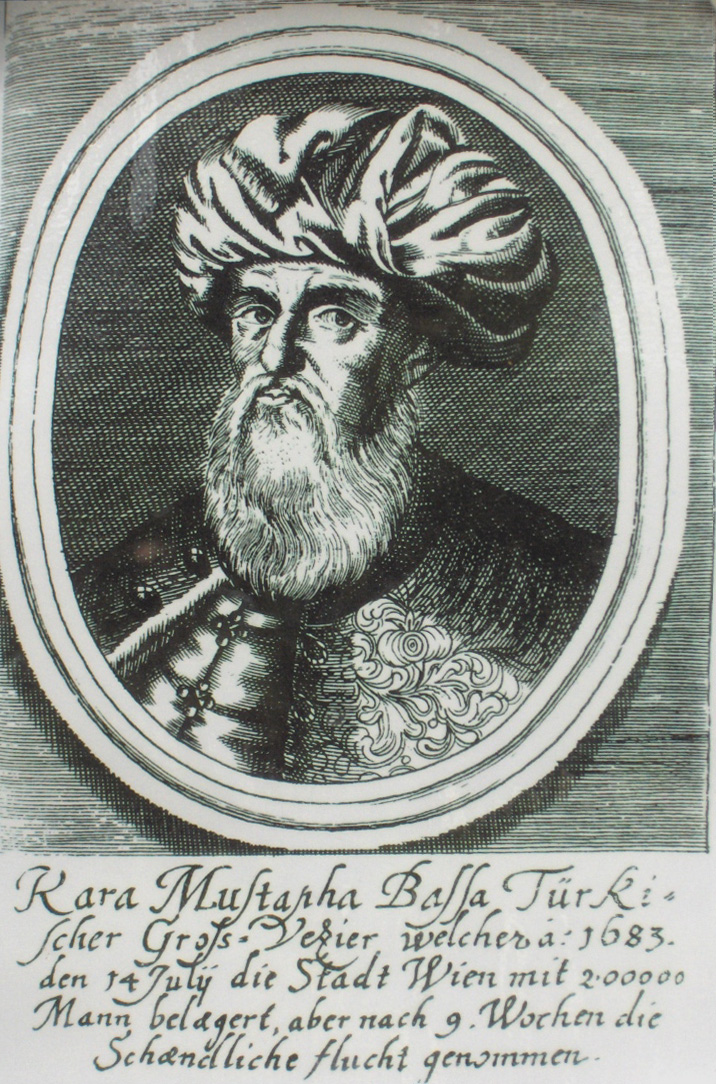
Kara Mustafa Pasha

Ebbe minor successo nel combattere una ribellione cosacca che esplose nel 1678. Dopo alcuni successi iniziali, l'intervento della Russia impresse una svolta alla situazione e costrinse i Turchi a concludere una pace nel 1681, che permise di fatto ai Cosacchi di ritornare sotto il governo russo, con l'eccezione di pochi fortilizi sui fiumi Dnieper e Bug.
Nel 1683, egli lanciò una campagna militare in direzione del settentrione e dell'Austria, nel tentativo raggiungere l'obiettivo di più di un secolo e mezzo di guerre: la conquista di Vienna e dell'est europeo. A metà luglio il suo esercito di 200.000 uomini pose sotto assedio Vienna (difesa da 10.000 soldati al comando del generale Ernst Rüdiger von Starhemberg) ricalcando i passi di Solimano il Magnifico nel 1529. A settembre 1683 aveva preso una parte delle mura e sembrava essere sulla via della vittoria definitiva.
Ma il giorno 12 dello stesso mese gli imperiali del duca Carlo V di Lorena e i loro alleati polacchi, al comando di re Jan Sobieski, approfittarono dell'incompetenza di Mustafa e dello scadente dispiegamento delle sue truppe, vincendo la battaglia di Vienna con un devastante attacco sul fianco condotto dalla cavalleria polacca di Sobieski. I Turchi si ritirarono in Ungheria per non tornare mai più nell'Europa centrale. Nella fretta di lasciare l'Austria, Kara Mustafa fu costretto ad abbandonare nel suo accampamento immense ricchezze: oltre a oro e argento, fontane trasportabili, documenti, segretari e oltre 1500 concubine, vero svago del gran visir.

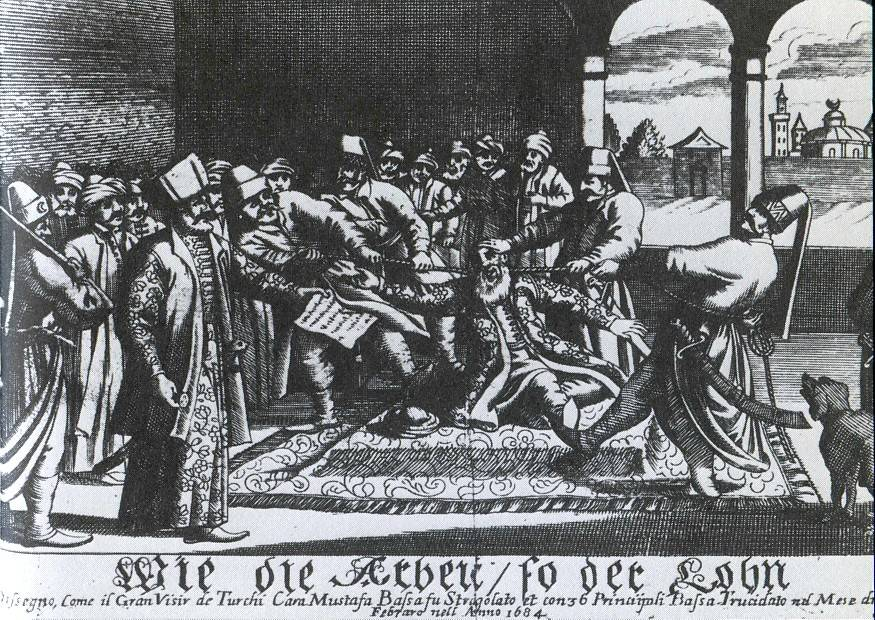
L'esecuzione per strangolamento di Kara Mustafa attraverso una corda di seta il 25 dicembre 1683.

La disfatta costò a Mustafa la sua posizione e, infine, la sua vita. Il 25 dicembre 1683, Kara Mustafa fu giustiziato a Belgrado su ordine del comandante dei Giannizzeri. Fu ucciso per strangolamento: le sue ultime parole furono: "Devo morire? Sia la volontà di Allah". La sua testa fu inviata al Sultano Mehmet IV in una valigia di velluto: fatto che usualmente s'accompagnava alla punizione capitale riservata ai personaggi di alto rango nell'Impero ottomano.. La sua lapide fu portata da Belgrado a Edirne (la seconda capitale dell'Impero ottomano, l'antica Adrianopoli) e si permise al pubblico di vederla. È oggi una curiosità per il turista che vi si rechi. 

## Famiglia
Sposò una figlia di Küprülü Mehmed Pasha, da cui ebbe due o più figli morti giovani, e probabilmente delle figlie. Secondo alcune fonti, sua moglie morì poco dopo la morte dei figli, a 31 anni, mentre altre dicono che Mustafa la ripudiò e la sposò a un suo favorito, un disertore francese in fuga. 
Aveva anche quattro concubine favorite, Fatma, Ayşe, Emine e Zeynep, da cui ebbe diversi figli, di cui tre figli sopravvissuti: Yusuf, Mehmed e Ali.